# Слатина (Вучитрн)
Слатина (алб. Sllatinë) насеље је у општини Вучитрн на Косову и Метохији. Након 1999. године село је познато и као Ђелбишт (алб. Gjelbisht). Село Слатина налази се на 2 km северно од Вучитрна. Према попису становништва из 2011. године, село је имало 491 становника, већину становништва чинили су Албанци. Последњи Срби из Слатине иселили су се 18. марта 2004. године. А већина Срба тачније 46 Срба у Слатини евакуисано је ноћ раније 17. марта. Назив је село добило по предању по заслањеном земљишту на коме је настала.
Електрично осветљење Слатина добија 1956. године, а водом се снабдева из бунара и др. Село је тек 2018. године добило асфалтни пут. Асфалтирање пута у Слатини почело је почетком 2018. године, а завршено је 30. априла 2018.

## Географија
Село је у равници, са мањим узвишењима, збијеног је типа, оранице са смоницом и растреситом земљом, на којима успевају све житарице и и воће. Село има своју заједничку листопадну шуму, те је тиме погодно за сточарство. У селу постоји извор киселе воде, али је запуштен. Један део села је повезан са системом за наводњавање. Смештено је у подножју огранака Копаоника, удаљено око 4 km североисточно од Вучитрна.
Слатина се дели на четири махале:
1. Горњу или Арнаутску
2. Крљегатску
3. Доњу
4. Кулаџијску махалу.

Куће у махалама су збијене сем неколико усамљених колонистичких кућа изван Кулаџијске махале. Удаљења између махала су 200-500 м.

## Историја
Помиње се у турском попису области Бранковића 1455, са 18 српских кућа, међу којима је и кућа попа Богдана. Слатина се помиње 1530. у османском дефтеру. године, као село у Вучитрнском санџаку. У Девичком поменику су од 1763. до 1777. у више наврата Срби дародавци манастира из овог села.
Не зна се да ли је живот овог села прекидан, јер има доказа да су данашњи Срби у овом селу од почетка 18. века. Међутим, постоје индиције да су Срби увек живели у овом селу, јер новодосељени Срби део села увек зову „Микића ливаде”, а по сазнању у задњих 150 до 200 година није било становника по презимену Микић.
Нема трагова да је некада постојала црква и гробље у овом селу, како то Атанасије Урошевић тврди, већ су Срби увек користили цркву и гробље у суседном селу Бањској, удаљеној око 2 км, што су и чинили до 2004. године.. У једном османском документу – петицији из 1822. године налази се и потпис једног житеља овог насеља по имену Мурат.
Од 1924 до 1926. у ово село стигло је 6 кућа насељеника који су од стране државе добили утринску земљу. Међу овим насељеницима био је један од лидера Комунистичке партије Југославије - Петко Милетић са два брата.
Старица Петрана Перовић за живота изразила је жељу да буде после смрти сахрањена у својој ливади у селу. Њезина родбина је овај аманет прихватила и сахранила је по њеној жељи и подигла скроман споменик који је од стране новог власника Албанца уништен.

### Мартовски погром 2004.
Последњи Срби протерани су из Слатине за време мартовског погрома 2004. године, када је Слатину напустило око 50 Срба. Из Вучитрна се насиље пренело на село Слатина, где је спаљено 15 српских кућа, од којих су 8 биле напуштене. Тако су у Слатини, које је пре 1999. имала 130 српских кућа, остала само њихова згаришта. Неколико Срба је претучено, двоје од њих су тешко повређени и пребачени у болницу у Косовској Митровици. Евакуација је извршена у последњем тренутку. Општина Вучитрн и разне иностране организације су изградили куће за расељене Србе у Слатини. А 2010. године у Слатини је изграђено још 15 кућа за расељене Србе и поред кућа, општина Вучитрн је планирала да исплати 2.000 евра Србима који би се вратили у Слатину. Али Срби из Слатине протерани у периоду од 1999—2004. године нису желели да се врате. За српске избеглице из Слатине тренутно се граде куће у насељу Сунчана долина, код Малог Звечана, у општини Звечан.

## Порекло становништва по родовима
Подаци из 1935. године: Село је за време Османског царства на неки начин постало чифлик потурчењака Бадивуковића из Вучитрна. У њему су били чифчије и Срби и Албанци.
Српски родови
- Топличани (4 куће, Свети Никола). Досељени из Топлице још кад су Албанци насељавали Топлицу“.[г][д]
- Зоговићи (2 куће, Ђурђевдан). Досељен из долине Ибра ниже Звечана после Топличана.[ђ]
- Митићи (2 куће, Ђурђиц) из Бугарића (под Звечаном, сада Србовац) кад и Зоговићи.
- Чубрци - Крлигаћани (11 кућа, Аранђеловдан). Из своје старине Мораче иселили се прво у Метохију (пећку нахију), потом одатле у Крлигате (Стари Колашин), одакле су се у Слатину преселили „на 12 година пре узимања Топлице“. Тад су (1865) затекли у селу 3-4 куће Срба (Топличане, Зоговиће, Митиће) и исто толико Арбанаса. Од овог рода потичу породице: Јанићијевић, Ђорђевић, Тодоровић и Настић [14]
- Шетоњићи (3 куће, Света Петка). Доселили се из села Матица (иза Звечана) после Чубрка.[е]

Албански родови
- Латифовић (3 куће), од племена (фиса) Бериша. Пресељени из Цецилије после Чубрка.[з]

Колонисти
- Петровићи (1 кућа), – Томашевићи (3 куће.) и – Милетићи (1 кућа.).[и][ј] Досељени 1924. године из Црне Горе.
- Бига (2 куће), досељен 1926. из Лике.

Након завршетка српско-турских ратова 1877/78. године из Топлице су се овде доселила 4 албанска братства (Музаћи - 6 кућа), Кастрати (2 куће), Којчићи и Пачариђићи. У Слатини су до 1925. године живеле породице Пачарађић и Музаћ, познати под заједничким надимком Кулаџићи, били су агине чифчије до 1912. године. Становали су заједно код агине куле у Кулаџића Махали (Кулаџијама, Кулаџићима). Било их је заједно око десет кућа. 1925. године иселили су се у Турску.

## Учесници ослободилачких ратова 1912—1918
На списку се не налазе Албанци и Срби који су учествовали на страни Османског царства и централних сила.
- Ђорђевић Стево, погинуо на Солуну
- Ђорђевић Цветко, Солунски фронт
- Ђорђевић Младен, погинуо у Балканском рату
- Костић Живко, погинуо у Церској бици
- Јаначковић Давид, Балкански рат
- Јаначковић Милан, Церска Битка
- Милентијевић Саво, Церска битка
- Савић Бига, погинуо у Балканском рату
- Савић Трајко, Балкански рат
- Савић Цветко, Солунски фронт
- Тодоровић Јован, погинуо на Солуну
- Тодоровић Танаско, Балкански рат

## Учесници Другог светског рата (1941—47)
- Ђорђевић Драгутин
- Ђорђевић Живко
- Ђорђевић Лазар
- Ђорђевић Милорад
- Ђорђевић Милутин
- Ђорђевић Смиљко
- Јаначковић Благоје
- Јаначковић Драгослав
- Јаначковић Драгољуб
- Јаначковић Славујко
- Јанићијевић Бранко
- Јанићијевић Милоје
- Јанићијевић Радуле
- Јанићијевић Саво
- Јанићијевић Светозар-Сазда
- Костић Слободан
- Костић Драгомир
- Костић Милорад
- Кујовић Милинко
- Кујовић Милорад
- Милетић Божо
- Милетић Спасоје
- Настић Живко
- Савић Божидар
- Савић Борисав
- Тодоровић Велибор
- Тодоровић Радојко
- Томашевић Драгиша
- Томашевић Петар
- Томашевић Радисав
- Милетић Бојана[19]

## Погинули у другом светском рату (1941—47)
- Ђорђевић Живко, 1945, Пасома од балиста
- Милетић Божо, 1943, Сутјеска, као политички комесар Треће санџачке бригаде[к]
- Милетић Бојана, 1942, код Вучитрна, од балиста

## У логорима и заробљеништву 1941—45
- Ђорђевић Крсто, Немачка
- Јанићијевић Бранко, Италија
- Перовић Вучић, Немачка

## Жртве Другог светског рата
- Кујовић Мирко, код касарне у Вучитрну 1941. од балиста
- Милетић Ђорђе, Судимска река код Гњилана, од балиста
- Перовић Бранко, акт. официр БЈВ, у Априлском рату 1941.
- Перовић Мирко, нестао у Априлском рату 1941.

## Одсељени 1941—93
- Ђорђевић Војислав 1978, са 4 члана, Краљево
- Ђорђевић Д. Драган 1978, са 3 члана, Краљево
- Ђорђевић Л. Драган 1976, са 3 члана, Звечан
- Ђорђевић Милан 1975, са 4 члана, Звечан
- Ђорђевић Миланка 1978, са 3 члана, Краљево
- Ђорђевић Чедо 1956, сам, Вучитрн
- Јанаћковић Божо 1967, сам, Приштина
- Јанаћковић Боривоје 1978, са 2 члана, Крагујевац
- Јанићијевић Живојин 1975, са 3 члана, Звечан
- Јанићијевић Љубиша 1978, са 3 члана, Звечан
- Јанићијевић Милован 1977, са 4 члана, Краљево
- Јанићијевић Милоје 1949, са 5 члана, Вуч, К. Митровица
- Јанићијевић Милентије 1975, са 3 члана, Звечан
- Јанићијевић Митар 1956, са 5 члана, Звечан
- Јанићијевић Саво 1949, са 4 члана, Вуч, К. Митровица
- Јанићијевић Светозар 1958, са 6 чланова, Косовска Митровица
- Јанићијевић Станко 1956, са 4 члана, Звечан
- Костић Живојин 1967, са 2 члана, Прилужје
- Костић Др. Мирољуб 1983, са 2 члана, Скопљe
- Костић Радомир 1967, са 2 члана, К. Митровица, Беогр.
- Кујовић Владо 1953, са 2 члана, Крагујевац
- Кујовић Драго 1955, са 2 члана, Батајница
- Кујовић Милинко 1955, са 3 члана, Багрдан
- Кујовић Милорад 1941, сам, Колашин, Ц. Гора
- Кујовић Радован 1955, сам, Крагујевац
- Милетић Мићо 1958, са 2 члана, К. Митровица
- Милетић Павле 1956, са 4 члана, Београд
- Настић Петар 1976, са 5 члана, Вучитрн
- Настић Слободан 1978, са 2 члана, Звечан
- Перовић Вучић 1970, са 4 члана, К. Грачаница
- Перовић Зорка 1955, са 3 члана, К. Митровица, Канада
- Перовић Мико 1986, са 2 члана, Звечан
- Савић Драган 1975, са 2 члана, Крушевац
- Савић Живојин 1950, сам, Вучитрн
- Тодоровић Бошко 1969, са 4 члана, К. Митровица
- Тодоровић Велибор 1969, са 2 члана, Косовска Митровица
- Тодоровић Душан 1979, сам, Београд
- Тодоровић Љубиша 1988, са 4 члана, Крагујевац
- Тодоровић Милан 1956, са 2 члана, Косовска Митровица
- Тодоровић Момчило 1986, са 4 члана, Вуч, Баточина
- Тодоровић Миломир 1977, са 2 члана, К. Митровица
- Тодоровић Петар 1969, са 2 члана, К. Митровица
- Тодоровић Родољуб 1981, са 2 члана, Баточина
- Томашевић Ацо 1955, са 2 члана, Звечан, Београд
- Томашевић Петар 1955, са 3 члана, Даниловград
- Томашевић Радисав 1978, са 4 члана, Вучитрн

Из Слатине се у периоду од 1941. до 1988. године иселило 46 српских домаћинстава са 127 чланова. Године 1997. у овом селу живело је 36 српских домаћинстава са 154 члана, од тога 9 старачких са 16 чланова и преко 250 Албанаца. 1999. године село је имало 38 албанских кућа са око 370 становника и 34 српске куће са око 120 становника.

## Демографија
У Слатини је 1900. године било 22 куће (14 албанских и 8 српских). После ослобођења од Турака село је имало 195 житеља (1914).
| Година       | 1900            | 1913 | 1921 | 1923              | 1948 | 1953 | 1961 | 1971 | 1981 | 1991 | 2011 |
| ------------ | --------------- | ---- | ---- | ----------------- | ---- | ---- | ---- | ---- | ---- | ---- | ---- |
| Становништво | 22 домаћинстава | 195  | 199  | (29 домаћинстава) | 142  | 250  | 284  | 341  | 409  | 411  | 491  |

|  |

## Становништво
Према попису из 1961. и 1971. године место је било већински насељено Србима и Црногорцима, док је 1981. године већинско становништво било албанско. Број Срба је у Слатини опао током 1980-их кад су се Срби исељавали из Слатине због албанског терора. Након рата 1999. године и погрома 2004. године сви Срби и Црногорци су напустили Слатину. Албанци су масовно почели да се досељавају у Слатину након протеривања Срба после рата.
| Етнички састав према попису из 1961.‍ | Етнички састав према попису из 1961.‍ | Етнички састав према попису из 1961.‍ | Етнички састав према попису из 1961.‍ | Етнички састав према попису из 1961.‍ |
| ------------------------------------ | ------------------------------------ | ------------------------------------ | ------------------------------------ | ------------------------------------ |
|                                      |                                      |                                      |                                      |                                      |
| Срби                                 | Срби                                 |                                      | 219                                  | 77,11%                               |
| Албанци                              | Албанци                              |                                      | 44                                   | 15,49%                               |
| Црногорци                            | Црногорци                            |                                      | 21                                   | 7,39%                                |
| Укупно: 284                          |                                      |                                      |                                      |                                      |

| Етнички састав према попису из 1971.‍ | Етнички састав према попису из 1971.‍ | Етнички састав према попису из 1971.‍ | Етнички састав према попису из 1971.‍ | Етнички састав према попису из 1971.‍ |
| ------------------------------------ | ------------------------------------ | ------------------------------------ | ------------------------------------ | ------------------------------------ |
|                                      |                                      |                                      |                                      |                                      |
| Срби                                 | Срби                                 |                                      | 215                                  | 63,05%                               |
| Албанци                              | Албанци                              |                                      | 110                                  | 32,26%                               |
| Црногорци                            | Црногорци                            |                                      | 14                                   | 4,11%                                |
| Укупно: 341                          |                                      |                                      |                                      |                                      |

| Етнички састав према попису из 1981.‍ | Етнички састав према попису из 1981.‍ | Етнички састав према попису из 1981.‍ | Етнички састав према попису из 1981.‍ | Етнички састав према попису из 1981.‍ |
| ------------------------------------ | ------------------------------------ | ------------------------------------ | ------------------------------------ | ------------------------------------ |
|                                      |                                      |                                      |                                      |                                      |
| Албанци                              | Албанци                              |                                      | 211                                  | 51,59%                               |
| Срби                                 | Срби                                 |                                      | 186                                  | 45,48%                               |
| Црногорци                            | Црногорци                            |                                      | 11                                   | 2,69%                                |
| остали                               | остали                               |                                      | 1                                    | 0,24%                                |
| Укупно: 409                          |                                      |                                      |                                      |                                      |

| Етнички састав према попису из 1991.‍ | Етнички састав према попису из 1991.‍ | Етнички састав према попису из 1991.‍ | Етнички састав према попису из 1991.‍ | Етнички састав према попису из 1991.‍ |
| ------------------------------------ | ------------------------------------ | ------------------------------------ | ------------------------------------ | ------------------------------------ |
|                                      |                                      |                                      |                                      |                                      |
| Срби                                 | Срби                                 |                                      | 147                                  | 94,23%                               |
| Црногорци                            | Црногорци                            |                                      | 6                                    | 3,85%                                |
| Југословени                          | Југословени                          |                                      | 1                                    | 0,64%                                |
| остали                               | остали                               |                                      | 2                                    | 1,28%                                |
| Укупно: 156                          |                                      |                                      |                                      |                                      |

| Етнички састав према попису из 2011.‍ | Етнички састав према попису из 2011.‍ | Етнички састав према попису из 2011.‍ | Етнички састав према попису из 2011.‍ | Етнички састав према попису из 2011.‍ |
| ------------------------------------ | ------------------------------------ | ------------------------------------ | ------------------------------------ | ------------------------------------ |
|                                      |                                      |                                      |                                      |                                      |
| Албанци                              | Албанци                              |                                      | 491                                  | 100%                                 |
| Укупно: 491                          |                                      |                                      |                                      |                                      |